# Burdeni, Teleorman
Burdeni este un sat în comuna Balaci din județul Teleorman, Muntenia, România. Se află în partea de nord a județului,  în Câmpia Găvanu-Burdea. La recensământul din 2002 avea o populație de 228 locuitori.